# Wyścigowe Samochodowe Mistrzostwa Polski 2023
Sezon 2023 był sześćdziesiątym siódmym sezonem Wyścigowych Samochodowych Mistrzostw Polski.

## Kalendarz
Organizatorzy wyścigów na terenie Polski – Automobilklub Wielkopolski.
| Runda | Data                         | Tor          | Miejsce    |
| ----- | ---------------------------- | ------------ | ---------- |
| 1–2   | 19-21 maja                   | Tor Poznań   | Poznań     |
| 3–4   | 16-18 czerwca                | Tor Poznań   | Poznań     |
| 5–6   | 14-16 lipca                  | Tor Poznań   | Poznań     |
| 7–8   | 15–17 sierpnia               | Slovakiaring | Bratysława |
| 9–10  | 29 września - 1 października | Tor Poznań   | Poznań     |